# Чёрная вдова (фильм, 1987)
«Чёрная вдова» (англ. Black Widow) — фильм режиссёра Боба Рейфелсона.

## Сюжет
История вращается вокруг двух женщин, одна из них — роковая женщина Катрин, чье имя скрывается.
Она охотится на богатых мужчин среднего возраста, соблазняет их, выходит замуж и вскоре убивает их ядом, который сложно определить. Действие фильма происходит в Сиэтле, Далласе и на Гавайях.

## В ролях
- Дебра Уингер — Алекс Барнс
- Тереза Расселл — Катрин
- Кристиан Клименсон — Арти
- Сами Фрей — Пол Ньюттен
- Деннис Хоппер — Бен Думерс
- Никол Уильямсон — Уильям Маколей
- Терри О’Куинн — Брюс
- Д. У. Моффетт — Майкл
- Лоис Смит — Сара
- Лео Росси — Риччи, детектив полиции Сиэтла
- Мэри Воронов — Шелли
- Рутания Олда — Ирен
- Джеймс Хонг — Шин
- Дайан Ладд — Этта

## Съёмочная группа
- Режиссёр: Боб Рейфелсон
- Продюсер: Харолд Шнайдер
- Художник: Джин Кэллэхэн
- Композитор: Майкл Смолл
- Оператор: Конрад Л. Холл
- Монтаж: Джон Блум